# 拉科齊·費倫茨二世
拉科齐·费伦茨二世（匈牙利語：II. Rákóczi Ferenc，1676年3月27日—1735年4月8日）是一名特兰西瓦尼亚马扎尔贵族、18世纪马扎尔民族独立运动的领导者、金羊毛騎士團骑士、匈牙利民族英雄。1704年至1711年，哈布斯堡王朝治下爆发了由他领导的拉科齐独立战争。期间，他自1704年起获选任独立的特兰西瓦尼亚大公，并以此名义展开外交活动。1711年起事失败，拉科齐流亡他国，随后受奥斯曼帝国苏丹艾哈迈德三世的政治庇护而定居色雷斯。1735年去世于罗多斯托。拉科齐的起事可以被看做是匈牙利自立的最后一次尝试。接下来的时代中，德意志人逐渐同化了马扎尔贵族阶层。 1998年之后的500福林纸币上出现。

## 家庭背景
拉科奇家族古来是上匈牙利的贵族，其根据地位于科希策。费伦茨的家族信奉基督新教加尔文教派，与哈布斯堡王朝的关系较为友好，1645年，费伦次所属的拉科齐氏支系获封神圣罗马帝国诸侯。 曾祖父拉科齐·捷尔吉一世大公是特兰西瓦尼亚的一位贤明君主，拜特伦·加博尔的继承人，曾参加三十年战争并全身而退。费伦次的母亲叶连娜·日林斯卡是尼古拉·舒比奇·日林斯基的玄孙女，彼得·日林斯基之女，尼古拉·日林斯基·查科韦茨基之侄女。这也意味着费伦次为尼古拉·舒比奇的六世孙。虽然费伦茨二世的家族信仰为归正宗，但他本人因受母亲影响而成为一名天主教徒。

## 生平
1676年，拉科齊·費倫次出生於匈牙利波爾希一極為富庶的馬扎爾貴族家庭。其父費倫次一世在他兩歲時便過世，拉科齊所繼承的土地達240萬畝之廣。費倫茨一世在世時于1670年謀反奧地利，这次谋反的主要責任人都被奧地利處決，惟費倫茨一世早逝，才免于斬首。其母葉連娜·日林斯卡負責繼續撫養拉科齊。日林斯卡隨後改嫁至狂熱的馬扎爾民族獨立運動家特克伊·伊姆雷家中。幼年的拉科齊被繼父帶至軍中隨行，并了解了戰爭的困苦。托廓伊在失敗后離開了拉科齊母子。神聖羅馬帝國的皇帝隨即派遣使者至拉科齊家，要求拉科齊·費倫茨二世正式作為領主接納德意志人的戍衛部隊。但葉連娜·日林斯卡拒絕向意大利人安東尼奧·卡拉法交付穆卡奇的城堡，并獨自在城內堅守了兩年的包圍。最終，日林斯卡敗北，奧地利的皇帝剝奪了她對費倫茨的監護權，費倫茨也因此與母親分離。
在帝國政府与大主教卡尔·冯·科隆尼奇的監護下，拉科齊就讀于波西米亞的一間耶穌會學校，隨後入讀布拉格大學。畢業後，他迎娶了黑森家族的夏洛特-愛美麗亞。在一次回匈牙利領地的旅行期間，他受到當地民族獨立運動的影響，轉變了立場，開始外通法國求援。這一行為被揭發后他立即被判死刑。然而費倫茨在行刑前越獄了。隨後，他逃往波蘭並在當地結識了貝切尼·拉斯洛。1703年，拉科齊回到匈牙利，開始組織库伦茨军（匈牙利独立军）起事。他的支持者主要包括对神圣罗马帝国政府不满的贵族、佃农、部分塞凯伊人以及法外之徒。支持他的贵族中又以新教贵族为众，其原因则是新教贵族担忧自己的权益不受保障。
西班牙王位繼承戰爭爆發后，拉科齊參戰，并迫使奧地利在自己的後方留下大量兵力以鎮壓匈牙利的叛亂。1704年7月，塞凯伊人于久洛白堡选举费伦茨二世为特兰西瓦尼亚大公。然而戰局的天平並沒有向拉科齊傾斜，8月，费伦茨二世率兵向维也纳和施蒂利亚以呼应在帕紹的法国与巴伐利亚联军。 不久，奧地利與奥格斯堡同盟大敗法國和巴伐利亞于布伦汉姆战役，匈牙利遂無法與兩國會師。1705年，塞切尼的一个议会宣布费伦茨二世为匈牙利邦联大公。 11月11日，欧根亲王派遣的一支骑兵队在日博乌与费伦茨二世的军队遭遇，结果费伦茨大败。之后，奥地利的军队进入匈牙利本土并开始占据上风。尽管拉科齐所部兵力不小，但匈牙利各地的分裂阻碍着他的计划。在特兰西瓦尼亚，仍然存有许多支持他继父特克伊的塞凯伊人，而拉科齐有时不得不与他们作战。
1707年，奥地利占领了米兰和那不勒斯之后便有更多的兵力调往匈牙利平叛。1708年，拉科齊于特伦钦再次敗北。此役库伦茨军的损失要远大于奥地利军的伤亡，也导致了匈方的军心涣散乃至变节。之後，拉科齊轉入了以驃騎兵騷擾帝國軍隊的游擊戰。路易十四則為拉科齊提供了財政支持。同年，匈牙利爆发了瘟疫疫情，加之各地匈牙利贵族禁止其佃农加入叛军，拉科齐的情势变得越发艰难。瘟疫本身所导致的人口减少甚至超过了战争所引起的死亡人数。最终，库伦茨军开始土崩瓦解，拉科齐的士兵们对其所处的恶劣的生活条件怨声载道，拉科齐也陷入了自责，在他的一篇忏悔中，他指责自己没能保护好信任他的人们。祸不单行的是，匈牙利的货币于此时发生了剧烈的通胀并影响了费伦茨二世的军事行动。1709年，约瑟夫一世大赦，赦免了所有在4周內投降的叛亂者，但命令明確排除了拉科齊和貝切尼。1711年，拉科齊與貝切尼趕赴波蘭向俄羅斯沙皇彼得求援。同年4月30日，奧地利與匈牙利叛軍在薩圖馬雷停戰，奥军元帅、克罗地亚总督、匈牙利贵族帕尔菲伯爵与叛军将领卡罗伊·山多尔签订了协议，卡罗伊宣誓效忠皇帝，马扎尔贵族恢复传统特权，拉科齊獨立戰爭也隨之結束。拉科齐本人因此于1711年流亡波兰，并于1716年移居鄂圖曼帝国。

## 影响
拉科齐作为法国联合土耳其制衡奥地利的工具，在西班牙王位繼承戰爭中牵制了奥地利的兵力。1707年，波兰国王斯坦尼斯瓦夫一世在奥地利的支撑下就任后，俄皇彼得曾短暂地支持过拉科齐为波兰王位的觊觎者。然而，其影响在查理六世皇帝在位间日渐消退。马扎尔人的统治阶层开始接纳奥地利的君主，而匈牙利不再是奥地利东方的心头大患，转而变成了其统治的中坚力量。拉科齐的晚年曾试图在土耳其的支持下继续推行其理念，但在匈牙利国内，民众却更期望和平态势继续保持下去。其国内的厌战情绪压过了哈布斯堡忠诚派与独立派的斗争激情。玛丽亚·特蕾西亚女皇治下的匈牙利已从一个新教的、亲法、联土的敌人转为了西化的榜样，俄罗斯的彼得以匈牙利为参考进行了他对俄罗斯的西化。此外，拉科齐所部的失利导致了匈牙利驃騎兵逃亡至法国，一部分信奉新教的匈牙利人移民至普鲁士。
费伦茨二世之子拉科齐·约瑟夫于其父亲去世后两年受邀赶赴鄂圖曼帝国。1737年9月后，鄂圖曼帝国苏丹颁布御诏册封约瑟夫为附庸国特兰西瓦尼亚大公以继承费伦茨二世的事业。历史学家帕普·山多尔通过调查费伦茨二世与约瑟夫二人向苏丹递交的奏折分析，两人都希望在鄂圖曼与奥地利两个强国的夹缝中为匈牙利获得更多的自治权。
匈牙利民间在费伦茨二世去世后开始流传有关于他归来的传说，当时，部分人认为他实际上没有去世。